# Zduńskie Jezioro
Zduńskie Jezioro – przepływowe jezioro rynnowe położone na Kociewiu (powiat starogardzki, województwo pomorskie) w kierunku północno-wschodnim od Starogardu. Przepływa przez nie rzeka Szpęgawa.
Powierzchnia zwierciadła wody według różnych źródeł wynosi od 56,0 ha do 60,4 ha. 
Zwierciadło wody położone jest na wysokości 65,0 m n.p.m. lub 65,1 m n.p.m. Średnia głębokość jeziora wynosi 4,0 m, natomiast głębokość maksymalna 12,0 m.